# حساب التوفير الفردي
حساب التوفير الفردي (ISA أيسا) هو فئة من ترتيبات الاستثمار بالتجزئة المتاحة لسكان المملكة المتحدة. يتيح للفرد الحصول على وضع ضريبي تفضيلي. تودع المدفوعات في الحساب من الدخل بعد استقطاع الضرائب. يُعفى الحساب من ضريبة الدخل وضريبة أرباح رأس المال على عوائد الاستثمار، ولا تُدفع أي ضريبة على الأموال المسحوبة من النظام أيضًا. يمكن الاحتفاظ بالنقد ومجموعة واسعة من الاستثمارات ضمن هذا الترتيب، وليس هناك أي قيود على توقيت أو مقدار سحب الأموال. لا يمكن استخدام الأموال كضمان للحصول على قرض. إلى حين تقديم حساب التوفير الفردي لمدى الحياة (ISA Lifetime) في عام 2017، لم يكن هنالك مبلغ تقاعد محدد، لكن أي نوع يمكن أن يكون أداة مفيدة للتخطيط للتقاعد إلى جانب المعاشات التقاعدية.

## أصله
قُدِمت حسابات التوفير الفردي في 6 أبريل 1999، لتحل محلّ خطط الأسهم الشخصية (PEPs) التي كانت قبلها، إذ تشبه (PEPs) إلى حد كبير الأوراق المالية والأسهم لدى حساب التوفير الفردي، وحسابات التوفير الخاصة المعفاة من الضرائب (TESSAs)، التي تشبه لدرجة كبيرة حساب التوفير الفردي النقدي. تشمل المدخرات الأخرى التي تتمتع بمزايا ضريبية، التي سبقت أيضًا حسابات التوفير الفردي، العديد من العروض التي تقدمها المدخرات والاستثمارات الوطنية، وهي مؤسسة تملكها الدولة والتي عرضت في الماضي مجموعة من الحسابات الأخرى المعفاة من الضرائب، بالإضافة إلى حسابات التوفير الفردي.
واستُبدلت حسابات التوفير الفردي الصغيرة بصندوق الطفل الاستئماني.
مع وجود استثناءات قليلة، كخطة ملكية الموظف للأسهم، يجب أن تكون جميع مساهمات المستثمر نقدًا، وليست عينية. تتوفّر حسابات التوفير الفردي للبالغين المقيمين في المملكة المتحدة الذين تزيد أعمارهم عن 16 عامًا، شريطة أن يكون لديهم رقم تأمين وطني. لكن يُسمح للأفراد الذين تتراوح أعمارهم بين 16 و18 عامًا فقط باستخدام العنصر النقدي للبالغين أو يمكنهم استخدام حسابات التوفير الفردي الصغيرة.
هناك أربعة أنواع عريضة من المعايير الدولية للبالغين: النقد والأوراق المالية والأسهم والتمويل الابتكاري (بما في ذلك إقراض النظراء) ومدى الحياة.

## حساب التوفير الفردي النقدي
حساب يتمتع بوضع الإعفاء الضريبي، وعادةً ما يودع 85000 جنيه إسترليني لحماية نظام تعويض الخدمات المالية (FSCS) ولكن أموال العميل بحماية تبلغ 50000 جنيه إسترليني أو أموال غير محمية؛ يتعيّن على مقدمي الخدمة توضيح الحماية. وتُقدّم هذه الحسابات عادة البنوك وجمعيات البناء ولكن شركات الاستثمار يمكن أن تقدمها لهم أيضا. من الضروري أن تُوفّر الأموال المحتفظ بها نقدًا في حساب التوفير الفردي عند الطلب في غضون 15 يومًا، لكنها تسمح بعقوبة خسارة الفائدة على هذا، وهذه هي الطريقة التي تُوفّر عادة فيها ودائع لأجل.

### المساعدة على شراء (HTB) حساب التوفير الفردي
المساعدة على شراء حساب التوفير الفردي هي شكل من أشكال حسابات التوفير الفردي النقدية التي تتلّقى علاوة حكومية إذا استُخدِمت الأموال في دفع الوديعة عند شراء أول منزل. تُطبّق القاعدة المعتادة التي تقضي بالاحتفاظ بأي عدد من الحسابات مع نفس مدير حساب التوفير الفردي ويقدّم الكثير من مزوّدي الخدمة الآن إمكانية الاحتفاظ بحسابات HTB وغيرها من حسابات ISA النقدية بأموال السنة الحالية المودعة فيهم. ومع ذلك، يمكن الاحتفاظ بحساب المساعدة على شراء حساب التوفير الفردي واحد فقط في المجموع، لذلك إذا كان المطلوب هو وضع أموال العام الحالي في HTB ISA، فيجب أيضًا دفع جميع أموال ISA النقدية للعام الحالي في حساب نقدي ISA مع نفس المزوّد. الحل البديل هو الدفع عن طريق ISA S&S أو التمويل البديل لحساب التوفير الفردي وتحويل الأموال بعد انتهاء السنة الضريبية.
سيحل حساب التوفير الفردي لمدى الحياة، الذي أعلن عنه في مارس 2016، محل حساب المساعدة على شراء حساب التوفير الفردي. يمكن فتح حسابات HTB ISA حتى 30 نوفمبر 2019 ويمكن لأي شخص أيضًا فتح ISA مدى الحياة ولكن يمكن استخدام العلاوة الحكومية من حساب واحد فقط يمكن لشخص واحد استخدامه للشراء. يمكن أن تستمر المساهمات في ISA HTB حتى 30 نوفمبر 2029 ويسمح للأفراد بفتح كلا الحسابين إذا رغبوا في ذلك. يُسمح بالتحويلات من HTB إلى ISA مدى الحياة من السنة الضريبية 2017-18، وفي هذه السنة يمكن استخدام بدل HTB بالإضافة إلى بدل ISA مدى الحياة. إذا نُقِل HTB ISA في عام 2017-18 فقط، فلن يحتسب التحويل مقابل الحد السنوي لمدى الحياة ISA وستضاف علاوة 25 ٪ إلى المبلغ المحوّل.

## الأوراق المالية وأسهم ISA
تُستثمر الأموال في «الاستثمارات المؤهلة». الاستثمارات المؤهلة هي:
- السيولة النقدية
- أموال تعهدات الاستثمار الجماعي في توجيه الأوراق المالية القابلة للتحويل (UCITS) المصرّح لها كوحدة الصناديق الاستئمانية وشركات الاستثمار مفتوحة العضوية.

- صناديق الاستثمار الاستئمانية التي تلبي مختلف الشروط المحتملة

- أسهم شركة سوق الأوراق المالية المدرجة في واحدة من العديد من أسواق الأوراق المالية المعترف بها. لا يكفي مجرد المتاجرة بها، يجب أن تكون مدرجة إدراجًا كاملاً، وهذا يستثني قطاعات السوق المتداولة في PLUS المتاجر بها، لكن PLUS نفسها مقبولة؛ أسهم في شركات غير مسعرّة؛ الكفالات والعقود الآجلة والخيارات. من 5 أغسطس 2013، يُسمح بأسهم سوق الاستثمار البديل (AIM) في حسابات التوفير الفردي.[12]
- أوراق الدين العام: كالحكومة وسندات الشركات والسندات وسندات اليورو.
- اعتبارًا من 1 يوليو 2014، أصدرت جمعيات البناء بعض أسهم راس المال المؤجلة، وبعض أنواع بوليصات التأمين وغيرها من الاستثمارات التي فشلت سابقًا في اختبار 5%.[6]

من الضروري توفير الأموال المحتجزة في ISA S&S عند الطلب في غضون 30 يومًا ولكن يُسمح لها بفرض عقوبة خسارة الفائدة على هذا. قد تفرض S&S ISA مع تسهيلات إيداع عقوبة خسارة الفائدة للامتثال لهذا المطلب.

## تمويل ISA المبتكر
إذا أصبح حساب التوفير الفردي للتداول متاحًا من 6 أبريل 2016. وهم يشبهون حسابات التوفير الفردي S&S، ولكنها مُصمّمة لاستخدامها في استثمارات الإقراض من نظير إلى نظير المتوافقة مع 36 ساعة. فقط المنصات التي تتمتع بتفويض كامل من هيئة السلوك المالي (FCA) (وحالة مدير ISA) هي المؤهلة لتقديم تمويلات ISA المبتكرة وعند إطلاقها منعت جميع المنصات الرئيسية الموجودة لأنهم كانوا ينتظرون الحصول على إذن، ولم يتبق منهم سوى 8 منصات متاحة في الوقت الحالي، و86 في انتظار الموافقة. لا تُدرج الأسهم المستندة على نظير إلى نظير(P2P) كالتمويل الجماعي في المنتجات المؤهلة لهذا النوع من ISA.
اعتبارًا من 1 نوفمبر 2016، أصبحت العديد من سندات الدين القابلة للتحويل بما في ذلك سندات الدين والسندات المؤهلة للإدراج شريطة أن تكون صادرة عن شركة أو مؤسسة خيرية، دون استبعاد أي سندات مؤهلة حاليًا للحصول على S&S ISA من ذلك. يمكن إدراجها سواء عُرِضت عبر منصّة P2P أم لا.
تنطبق نفس القواعد فيما يتعلق بحدود الاشتراكات والتحويلات على IF ISA كحساب التوفير الفردي للبالغين الآخرين بما في ذلك قيود أموال السنة الحالية مع مدير ISA واحد فقط وعدد غير محدود من المديرين مقابل أموال العام الماضي.